# Abrotanella forsteroides

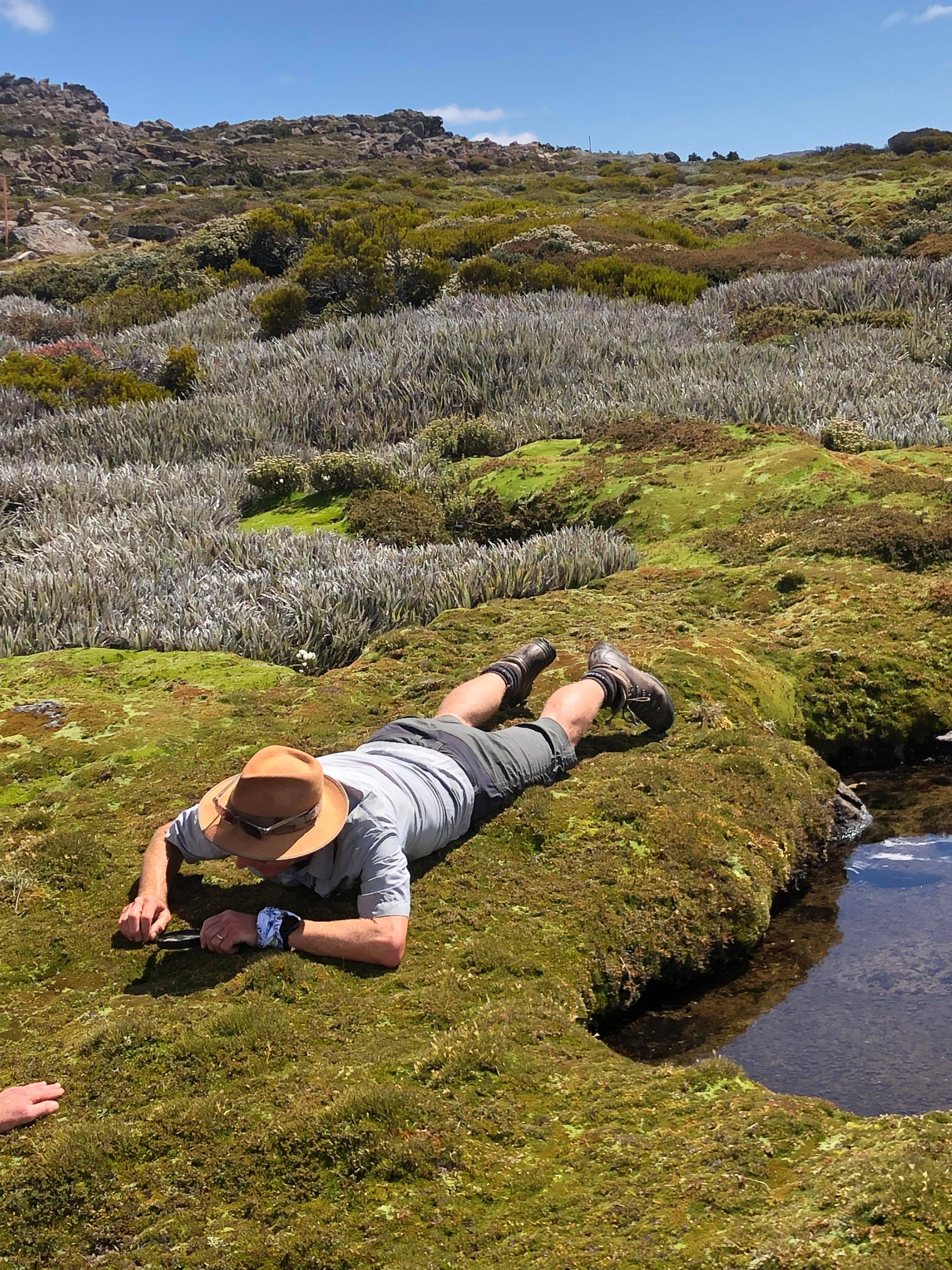
Evaluación segura de las comunidades de plantas en cojín (peso distribuido uniformemente) en el monte Field, Tasmania.

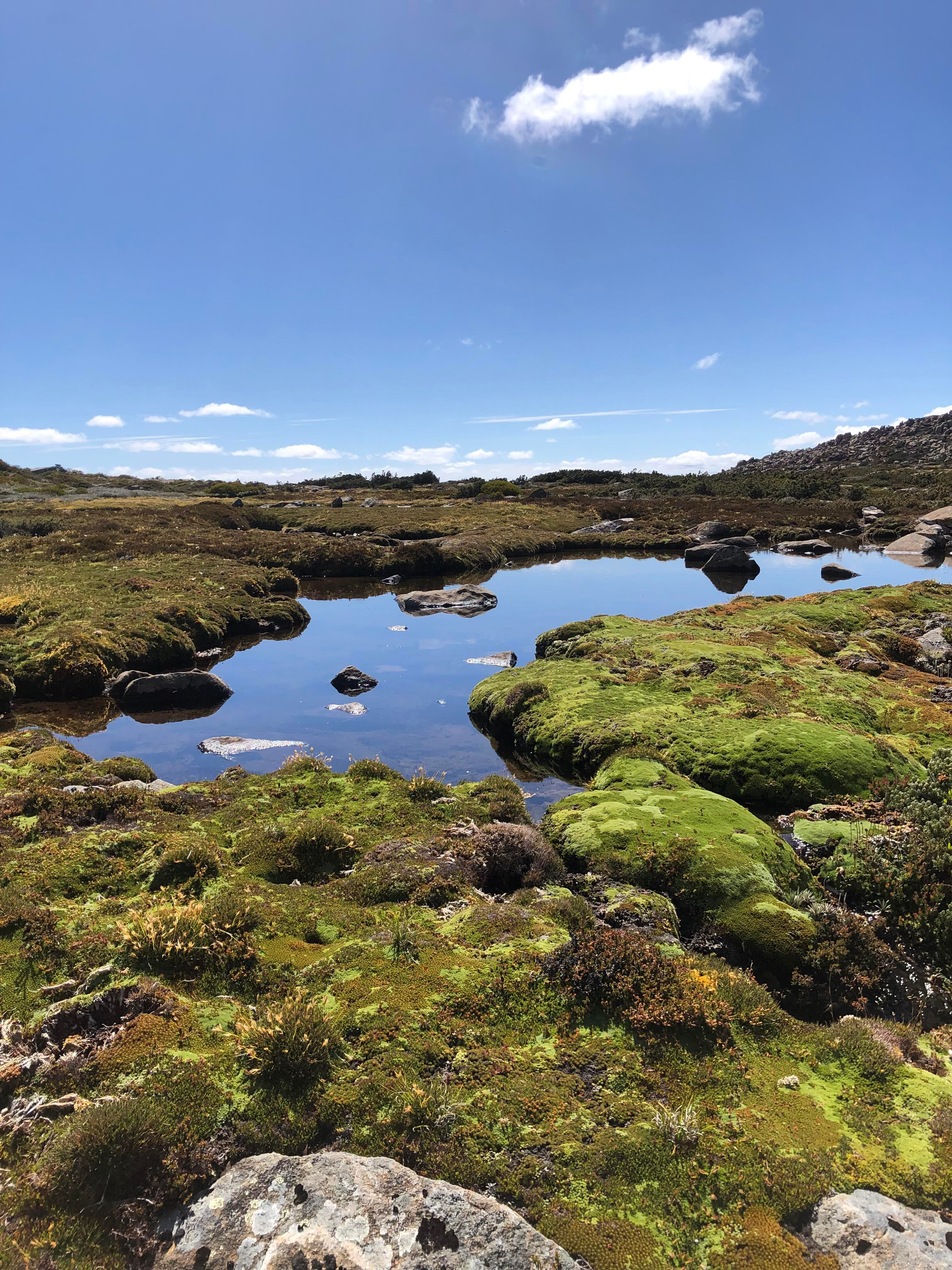
Páramos de plantas de cojín - Mt.Field, Tasmania.

Abrotanella forsteroides, comúnmente conocida como planta cojín de Tasmania, es una angiosperma endémica de Tasmania, Australia. La planta es una especie de dicotiledónea de la familia de las margaritas Asteraceae y puede identificarse por su apariencia de cojín compacto y de color verde brillante.
El término planta cojín se refiere a un hábito de crecimiento característico adoptado por una variedad de especies y familias que crecen en ambientes alpinos y subalpinos. El hábito de crecimiento es una adaptación a áreas con bajos nutrientes y generalmente involucra raíces principales profundas y tallos densos, que se descomponen para formar una capa de turba debajo de las plantas. Este patrón de crecimiento denso proporciona propiedades aislantes a la planta, evitando la exposición de las raíces a temperaturas bajo cero y forma una estructura similar a una estera o cojín. 

## Descripción
Es una planta herbácea perenne de bajo crecimiento, leñosa, compacta y que se extiende en forma de estera hasta 3 m de diámetro.  La gran estera comúnmente se intercala con otras especies de plantas en forma de cojín, como Dracophyllum minimum y Donatia novae-zelandiae.  Hojas de color verde brillante, gruesas, apiñadas y envueltas desde la base hasta una punta puntiaguda con un solo pelo fino, las láminas de 2 mm de largo.  La floración ocurre de diciembre a febrero. Las flores son pequeñas, solitarias, tubulares y blancas, situadas sobre el follaje. 
Abrotanella forsteroides se confunde comúnmente con Dracophyllum mínimo y Donatia novae-zelandieae debido a sus apariencias vegetativamente similares. Sin embargo, D. minimal se distingue por las puntas de sus hojas rojizas y la falta de pelos y D. novae-zelandiae se distingue por la presencia de axilas foliares peludas. 

## Cuestiones de hábitat y conservación
Abrotanella forsteroides se encuentra comúnmente en las regiones alpinas y subalpinas de Tasmania por encima de los 1200 m.  La planta está muy extendida en pedregales y páramos alpinos, y forma mosaicos con otras plantas en forma de cojín. Habitualmente ocupa zonas con abundantes precipitaciones y suelos turbosos fibrosos, poco drenados y poco profundos. 
Las plantas de cojín son extremadamente sensibles a ser pisoteadas por los excursionistas debido a su naturaleza de crecimiento lento. 